# كيران إيجان
كيران إيجان (1942 - 12 مايو 2022) كان فيلسوفًا تربويًا أيرلنديًا وطالب في الكلاسيكيات وعلم الإنسان وعلم النفس المعرفي والتاريخ الثقافي. لقد كتب عن قضايا التعليم وتطور الطفل، مع التركيز على استخدامات المخيلة والمراحل (أطلق عليها إيجان اسم "الفهم") التي تحدث أثناء التطور الفكري للشخص. وقد شكك في عمل جان بياجيه والتربويين التقدميين، ولا سيما هربرت سبنسر وجون ديوي.
قام بالتدريس في جامعة سايمون فريزر. عمله الرئيسي هو كتاب العقل المتعلم عام 1997.